# Sei Nazioni femminile 2009
Il Sei Nazioni femminile 2009 (ingl. 2009 Women’s Six Nations Championship, fr. Tournoi des Six Nations féminin 2009), noto anche come RBS 6 Nazioni femminile 2009 per ragioni di sponsorizzazione, fu l’8ª edizione del torneo di rugby a 15 che vede confrontarsi ogni anno le Nazionali femminili di Francia, Galles, Inghilterra, Irlanda, Italia e Scozia, nonché la 14ª in assoluto, considerando anche le edizioni dell’Home Championship e del Cinque Nazioni.
Il Sei Nazioni 2009 fu anche parte delle qualificazioni europee alla Coppa del Mondo di rugby femminile 2010; infatti, fatta eccezione per Inghilterra e Francia (già qualificate alla massima rassegna mondiale), le altre quattro partecipanti concorrevano per due posti, assegnati alle migliori due classificate nel torneo, mentre le non qualificate furono destinate al Trofeo FIRA 2009 in Svezia, che assegnava ulteriori due posti alla Coppa del Mondo.
A vincere il torneo fu l’Inghilterra, benché senza il Grande Slam con cui l’aveva vinto nelle tre edizioni precedenti; a impedirglielo fu il Galles, che la batté nella seconda giornata.
Per le inglesi fu il quarto trofeo consecutivo e il decimo assoluto in 14 partecipazioni.
La prima squadra a qualificarsi per la Coppa del Mondo fu l’Irlanda che, con la sua terza vittoria alla quarta giornata, si mise fuori portata di Italia e Scozia; nell’ipotesi peggiore, poteva essere seconda solo al Galles (che infatti nell’ultima giornata batté proprio le irlandesi qualificandosi insieme ad esse).
La Scozia, penultima, e l’Italia, fanalino di coda, dovettero cercare la qualificazione attraverso il successivo torneo europeo in Svezia.
Nonostante la mancata vittoria nel torneo, il Galles, che giunse a pari punti dell’Inghilterra vincitrice, incassò la Triple Crown, ovvero la vittoria contro le altre tre nazionali delle isole britanniche.
A livello statistico il torneo registrò la prima vittoria assoluta del Galles sull’Inghilterra (con interruzione di una striscia positiva di 19 incontri nel torneo iniziata nella terza giornata dell’edizione 2005 e proseguita per i tre Grandi Slam), nonché l'analoga impresa dell’Irlanda sulla Francia; per l’Italia si trattò invece del secondo whitewash in tre edizioni, ma l’ultimo per i successivi 8 tornei.

## Risultati

### 1ª giornata
| Arbitro: | David Jones |

|             |    |                |
| Coghlan 72’ | mt | 45’ Langenfeld |
| Briggs 72’  | tr |                |

| Arbitro: | Michael Black |

| |      |                           |
| Pocock 3’, 35’, 40’ Spencer 11’ Turner 18’ Massarella 23’ Scarratt 27’, 66’ Barras 50’ Garnett 56’ Sharples 70’ | mt   | 58’ Peron                 |
| McLean 3’, 11’, 23’, 27’, 40’, 66’, 70’                                                                         | tr   | 58’ Veronica Schiavon     |
| | c.p. | 5’, 48’ Veronica Schiavon |

| Arbitro: | Stefano Roscini |

|             |      |                                      |
| Millard 31’ | mt   | 14’ A. Wright 27’ Berry 34’ N. Evans |
| Gill 31’    | tr   | 27’, 34’ N. Evans                    |
| Gill 22’    | c.p. | 3’, 24’, 41’, 76’ N. Evans           |

### 2ª giornata
| Arbitro: | Cammy Rudkin |

|                           |      |                         |
| M. Berry 26’ A. Young 54’ | mt   | 15’ Pocock 33’ Scarratt |
|                           | tr   | 15’ McLean              |
| N. Evans 12’, 80’         | c.p. | 76’ McLean              |

| Arbitro: | Laurent Lavin |

|                                            |      |                                                           |
| Este 31’ E. Cucchiella 44’ Zangirolami 58’ | mt   | 39’ A. Davis 54’ Coghlan 61’ Rosser 66’ Briggs 76’ Davitt |
| Veronica Schiavon 44’                      | tr   | 54’, 66’                                                  |
|                                            | c.p. | 18’, 48’                                                  |

| Arbitro: | Stephen Lee |

|                                              |      |                         |
| Canal 22’ Estève 40’ Poublan 68’ Sobolak 76’ | mt   | 33’ Millard 73’ D’Silva |
| Le Duff 40’                                  | tr   | 33’ Gill                |
| Le Duff 17’                                  | c.p. |                         |

### 3ª giornata
| Arbitro: | Wayne Davies |

|            |      |                                      |
| A. Davis   | mt   | Scarratt Matthews (2) Spencer Pocock |
| Briggs     | tr   | McLean (2)                           |
| Briggs (2) | c.p. |                                      |

| Arbitro: | John Carvill |

|                   |      |                       |
| Griffith 40’, 66’ | mt   | 19’ L. Stefan         |
|                   | tr   | 19’ Veronica Schiavon |
| Dalgliesh 68’     | c.p. | 58’ Veronica Schiavon |

| Arbitro: | Mauro Dordolo |

|                                          |      |              |
| Flaugère 16’, 42’ Salles 36’ Moreaux 79’ | mt   | 74’ N. Evans |
| Bailon 16’, 36’                          | tr   |              |
| Bailon 10’                               | c.p. |              |

### 4ª giornata
| Arbitro: | Brendan Fitzmaurice |

|  |      |                                      |
|  | mt   | 40+1’ Briggs 42’ Rosser 69’ Cantwell |
|  | tr   | 42’ Briggs                           |
|  | c.p. | 22’, 29’ Briggs                      |

| Arbitro: | Stefano Traversi |

|                                                                                 |    |             |
| Scarratt 2’, 40’, 68’ Alphonsi 8’ Turner 21’ Barras 32’ Pocock 46’ Merchant 77’ | mt | 72’ Le Duff |
| McLean 8’, 21’, 32’, 46’ Scarratt 68’, 77’                                      | tr | 72’ Bailon  |

| Arbitro: | James Matthew |

|                         |    |                                                          |
| Este 80+2’              | mt | 18’ N. Thomas 40’, 69’ Berry 41’ N. Evans 79’ C. Edwards |
| Veronica Schiavon 80+2’ | tr | 40’, 69’ N. Evans                                        |

### 5ª giornata
| Arbitro: | Claire Daniels |

|                          |      |             |
| J. Davies 2’ N. Evans 7’ | mt   | 48’ Houston |
|                          | tr   | 48’ Briggs  |
| N. Evans 60’             | c.p. | 11’ Briggs  |

| Arbitro: | Patrick Péchambert |

|                                                         |      |      |
| Merchant (4) Barras (3) Pocock Spencer Beale (2) Hunter | mt   |      |
| McLean (6)                                              | tr   |      |
|                                                         | c.p. | Gill |

| Arbitro: | Colin Kirkhouse |

|                       |      |                        |
| M.D. Veronese 14’     | mt   | 28’ Vaupre 74’ Chrouki |
| Veronica Schiavon 14’ | tr   | 28’, 74’ Bailon        |
| Veronica Schiavon 35’ | c.p. |                        |

## Classifica
| Pos | Squadra     | G | V | N | P | PF  | PS  | DP   | Pt |
| --- | ----------- | - | - | - | - | --- | --- | ---- | -- |
| 1   | Inghilterra | 5 | 4 | 0 | 1 | 237 | 52  | +185 | 8  |
| 2   | Galles      | 5 | 4 | 0 | 1 | 94  | 69  | +25  | 8  |
| 3   | Irlanda     | 5 | 3 | 0 | 2 | 88  | 64  | +24  | 6  |
| 4   | Francia     | 5 | 3 | 0 | 2 | 78  | 86  | −8   | 6  |
| 5   | Scozia      | 5 | 1 | 0 | 4 | 38  | 161 | −123 | 2  |
| 6   | Italia      | 5 | 0 | 0 | 5 | 57  | 160 | −103 | 0  |